# Ван Бюрен, Мик
Мик ван Бю́рен (нидерл. Mick van Buren; род. 24 августа 1992, Дордрехт, Южная Голландия) — нидерландский футболист, нападающий клуба «Краковия».

## Клубная карьера
Ван Бюрен — воспитанник клубов «Фейеноорд» и «Эксельсиор». 5 августа 2011 года в матче против «Фейеноорда» он дебютировал в Эредивизи в составе последнего. По итогам сезона клуб вылетел в Эрстедивизи, но ван Бюрен остался в команде. 17 августа в поединке против «Эммена» Мик сделал «дубль», забив свои первые голы за «Эксельсиор». 8 марта 2013 года в матче против «Алмере Сити» он сделал хет-трик. По итогам сезона Мик стал лучшим бомбардиром команды. Летом 2013 года ван Бюрен перешёл в датский «Эсбьерг». 22 июля в матче против «Норшелланна» он дебютировал в датской Суперлиге. В этом же поединке Мик сделал «дубль», забив первые голы за «Эсбьерг». В матчах Лиги Европы против льежского «Стандарда» он забил три мяча.
Летом 2016 года ван Бюрен перешёл в пражскую «Славию». 28 августа в матче против «Виктории Пльзень» он дебютировал в Гамбринус лиге. В своём дебютном сезоне ван Бюрен стал чемпионом Чехии. 27 августа в поединке против «Млады-Болеслав» Мик сделал «дубль», забив свои первые голы за «Славию». В 2018 году он завоевал Кубок Чехии.
Летом 2020 года ван Бюрен был отдан в аренду в «Динамо» из Ческе-Будеёвице. 7 ноября в матче против «Фастава» он дебютировал за новую команду. В поединке против пльзеньской «Виктории» Мик забил свой первый гол за «Динамо». После окончании аренды он не надолго вернулся в Славию, но уже летом 2021 года вновь был арендован клубом из Ческе-Будеёвице.

## Личная жизнь
Мик происходит из футбольной семьи: его отец Лео и дядя Эдвин провели три сезона в составе «Эксельсиора», а его дед Тео Ласеромс в прошлом выступал за «Фейеноорд» и сборную Нидерландов.

## Достижения
Командные
«Славия» (Прага)
- Чемпионат Чехии по футболу (4) — 2016/17, 2018/19, 2019/20, 2020/21
- Обладатель Кубка Чехии (3) — 2017/18, 2018/19, 2020/21